# Obersimmental (district)
Obersimmental is een district in het kanton Bern met hoofdplaats Zweisimmen. Het district omvat 4 gemeenten op 334 km².
| gemeentenaam      | inwonersaantal (31/12/2005) | oppervlakte (km²) |
| ----------------- | --------------------------- | ----------------- |
| Boltigen          | 1409                        | 77,0              |
| Lenk im Simmental | 2319                        | 123,1             |
| Sankt Stephan     | 1338                        | 60,9              |
| Zweisimmen        | 2953                        | 73,1              |
| Totaal (4)        | 8019                        | 334,1             |

Aarberg · Aarwangen · Bern · Biel · Büren · Burgdorf · Courtelary · Erlach · Fraubrunnen · Frutigen · Interlaken · Konolfingen · Laupen · Moutier · La Neuveville · Nidau · Niedersimmental · Oberhasli · Obersimmental · Saanen · Schwarzenburg · Seftigen · Signau · Thun · Trachselwald · Wangen